# FC Famalicão
A Futebol Clube de Famalicão (röviden Famalicão) egy portugál labdarúgóklub, melynek székhelye Vila Nova de Famalicãoban található. A klub többségi tulajdonosának 32 százalékos tulajdonrésze van a spanyol Atlético de Madrid csapatában.

## Történelem
1931. augusztus 21-én alapították a klubot. Kezdetben regionális bajnokságokban vettek részt. 1990 és 1994 között egymásután négy idényt töltött az élvonalban. A következő években egyre többször estek ki az adott bajnokságokból, míg 2008-ban kiesett az ötödosztályba. A 2018–19-es szezonban a Pacos Ferreira mögött ezüstérmes lett a második ligában, így feljutott. 2018 nyarán a klub tulajdonosa az izraeli hajómágnás, Idan Ofer által irányított Quantum Pacific Group lett. Szeptember elején 51-ről 85 százalékra növelte tulajdonrészét a portugál együttesben, ezek után a teljes játékoskeretet lecserélték az átigazolási időszakban.
1952 óta az Estádio Municipal de Famalicão stadion az otthona a csapatnak, amely 5300 férőhelyes, de tervezik 7000-re bővíteni a befogadó képességét.